# Emisioni spektar
Emisioni spektar je spektar zračenja koji nastaje spektralnim razlaganjem svetlosti koju emituje neka usijana supstanca. Pored emisionog spektra, postoji i apsorpcioni spektar zračenja.
Apsorpcioni i emisioni spektri nastaju od kontinualnog spektra svetlosti emitovane iz izvora kada ona prolazi kroz različite slojeve gasa. U slučaju da kontinualno zračenje prođe kroz oblak razređenog hladnog gasa, na zaklonu spektroskopa se mogu detektovati tamne linije na fonu neprekidnog spektra. One su nastale zbog apsorpcije određenih fotona od strane prisutnih atoma. S druge strane, kada se pravac prostiranja svetlosti ne poklapa sa pravcem zračenja koje dolazi od usijanog izvora, na zaklonu se detektuju emisione linije. Emisione linije iz oblaka gasa nastaju kada se pobuđeni atomi gasa vraćaju u osnovno stanje, reemitujući apsorbovanu svetlost na istim talasnim dužinama na kojima su je i apsorbovali. 

## Podela
Spektralne linije nastaju u prelazu između diskretnih energetskih nivoa atoma ili molekula. 
Razlikuju se kontinualni i diskretni emisioni spektri.
- Kontinualni emisioni spektar emituju usijana čvrsta tela i tečnosti. To su neprekidni spektri koji se sastoje od zračenja svih talasnih dužina. Oni se ne mogu koristiti za analitička ispitivanja.
- Diskretne emisione spektre zrače samo gasovi ili pare. Diskretni spektri se dele na:
  - linijske (atomske) emisione spektre, koje daju usijani atomi, joni gasova ili para
  - trakaste (molekulske) emisione spektre, koji nastaju kao zračenje nejonizovanih molekula gasova ili para na temperaturama nižim od temperature disocijacije molekula na atome.[1]

### Neprekidan spektar
Neprekidan spektar zvezda nastaje kao posledica toplotnog zračenja čestica koje čine plazmu te zvezde. U ređim slučajevima, neprekidni emisioni spektri zvezda ne nastaju toplotnim mehanizmom, već kao rezultat zakočnog zračenja ili mehanizmom ciklotronske rotacije.
- Toplotni mehanizam zračenja

Zvezde čiji emisioni spektri potiču od toplotnog zračenja zagrejane plazme najčešće se interpretiraju kao apsolutno crna tela, a za preciznije proračune se koriste modeli zvezde kao tela u termodinamičkoj ravnoteži. Maksimalan intenzitet neprekidnog spektra toplotnog zračenja zavisi od temperature fotosfere, a zračenje sa maksimalnim intenzitetom određuje boju zvezde.
- Mehanizam zakočnog zračenja

Mehanizam zakočnog zračenja podrazumeva zračenje koje se oslobađa prilikom ubrzanog kretanja naelektrisane čestice u spoljašnjem električnom polju. Tada je gubitak kinetičke energije čestice jednak energiji emitovanog fotona.
- Mehanizam ciklotronske rotacije

Mehanizmom ciklotronske rotacije oslobađa se zračenje usled kretanja naelektrisanih čestica u magnetnom polju po kružnim ili spiralnim putanjama normalnim na linije magnetnog polja. Zračenje koje se oslobađa ovim mehanizmom je sinhrotronsko zračenje. Intenzitet sinhrotronskog zračenja zavisi od energije čestica i jačine magnetnog polja, a pošto su energije čestica iz plazme ovih kosmičkih objekata različitih energija, spektar zračenja im je kontinualan. Analizom ovog zračenja dobijaju se i podaci i o karakteru i jačini magnetnog polja.

### Linijski spektar
Emisioni linijski spektar nastaje kada emisijom fotona sa pobuđenih elektrona prilikom deekscitacije kod usijanih gasova. Za razliku od kontinualnog spektra, linijski spektar nastaje kod razređenijih gasova. Zračenje koje se oslobađa tom prilikom je zračenje u vidu sjajnih emisionih linija koje odgovaraju atomima određene supstance. Linije superponiraju na kontinuirani fon već prisutnog zračenja.
Linijski spektar, tj. intenziteti, položaji i međusobna rastojanja linija na njemu daju specifične karakteristike svakog atoma. Jedan atom emituje ili apsorbuje fotone iste talasne dužine. Spektri atoma određenog elementa koji su nastali u Kosmosu moraju se podudarati s sa laboratorijski dobijenim spektrima tih istih atoma.

## Spektralna analiza u astronomiji
Osnovni izvor informacija o objektima izvan Sunčevog sistema predstavlja svetlost koja sa njih dospeva do Zemlje. Kako svetlost predstavlja elektromagnetne talase, na osnovu elektromagnetnog zračenja koje se emituje sa nebeskih tela ili se od njih reflektuje, mogu se dobiti podaci o položaju, kretanju nebeskih tela, njihovom hemijskom sastavu, temperaturi i drugo. Raspodela energije zračenja po talasnim dužinama u spektrima zvezda je data Vinovim zakonom pomeranja.
Intenzitet i profil spektralne linije zavise od različitih faktora kao što su:
- temperatura - određuje talasnu dužinu
- koncentracija čestica koja određuje Doplerovo širenje spektralne linije
- jačine prisutnog magnetnog i električnog polja koje redom prouzrokuju Zemanov efekat i Štarkovo širenje
- makroskopska kretanja u objektu

Identifikacija hemijskog sastava kosmičkih objekata vrši se upoređivanjem njihovih linijskih spektara sa laboratorijski dobijenim spektrima poznatih elemenata. Ova metoda se naziva spektroskopska ili spektralna analiza nebeskog tela i podrazumeva određivanje osnovnih karakteristika nebeskog tela na osnovu upoređivanja elektromagnetnog zračenja koje dospeva sa tog tela sa emisionim i apsorpcionim spektrima poznatih supstanci. Spektroskopska analiza je beskontaktna metoda koja omogućuje identifikaciju hemijskog sastava kosmičke supstance.

### Spektar zvezda
Kod zvezda kontinualan spektar emituje se sa fotosfere, tj. zvezdine površine. Apsorpcioni spektar nastaje u hladnijim slojevima atmosfere zvezde, u hladnim oblacima međuzvezdanog gasa ili u atmosferi planete. Na kontinualnom spektru fotosfere mogu da se u određenim slučajevima uoče i sjajne emisione linije kada kontinualno zračenje prolazi kroz slojeve atmosfere koji su topliji od fotosfere. 

### Spektar Sunca
Boju zvezde određuje oblast talasnih dužina oko maksimalne talasne dužine koja je definisana površinskom temperaturom. Zvezde čija se
površinska temperatura kreće između 4.300 i 7.700 K imaju maksimum u vidljivoj oblasti spektra. Kako je efektivna temperatura Sunca oko 5.800 K, što odgovara talasnoj dužini žute boje, mi Sunce vidimo kao žutu G2 zvezdu.
Godine 1814. Fraunhofer je nakon usavršavanja spektroskopa u spektru Sunca snimio 576 tamnih linija koje su nazvane Fraunhoferove linije. Do danas je u spektru Sunca otkriveno 30 000 Fraunhoferovih linija koje odgovaraju laboratorijski dobijenim spektrima 72 elementa.
Lokjer je 1868. godine u spektru Sunca otkrio linije, do tada, nepoznatog elementa koji je nazvan helijum. Ovaj element je tek 1895. godini pronađen i na Zemlji.

## Primena u astrofizici
U astrofizici jedna od korišćenih tehnika je tehnika astrofizičke spektroskopije u kojoj se proučavaju energetski spektri. Energetski spektri se prikazuju pomoću grafika energije u zavisnosti od talasne dužine i daju potpun raspored količine energije emitovane na svakoj od talasnih dužina.
Spektofotometri novijih tehnologija poput Perkin Elmerovog spektrofotometra 950 među mogućnostima imaju i opciju energetskog skeniranja kojom se dobija energetski spektar datog uzorka. Ovakvo dobijanje spektra ne daje dobre rezultate ako se posebno ne razmatra doprinos apsorpcije i transmitance u uzorku.